# Nieuw-Helvoet

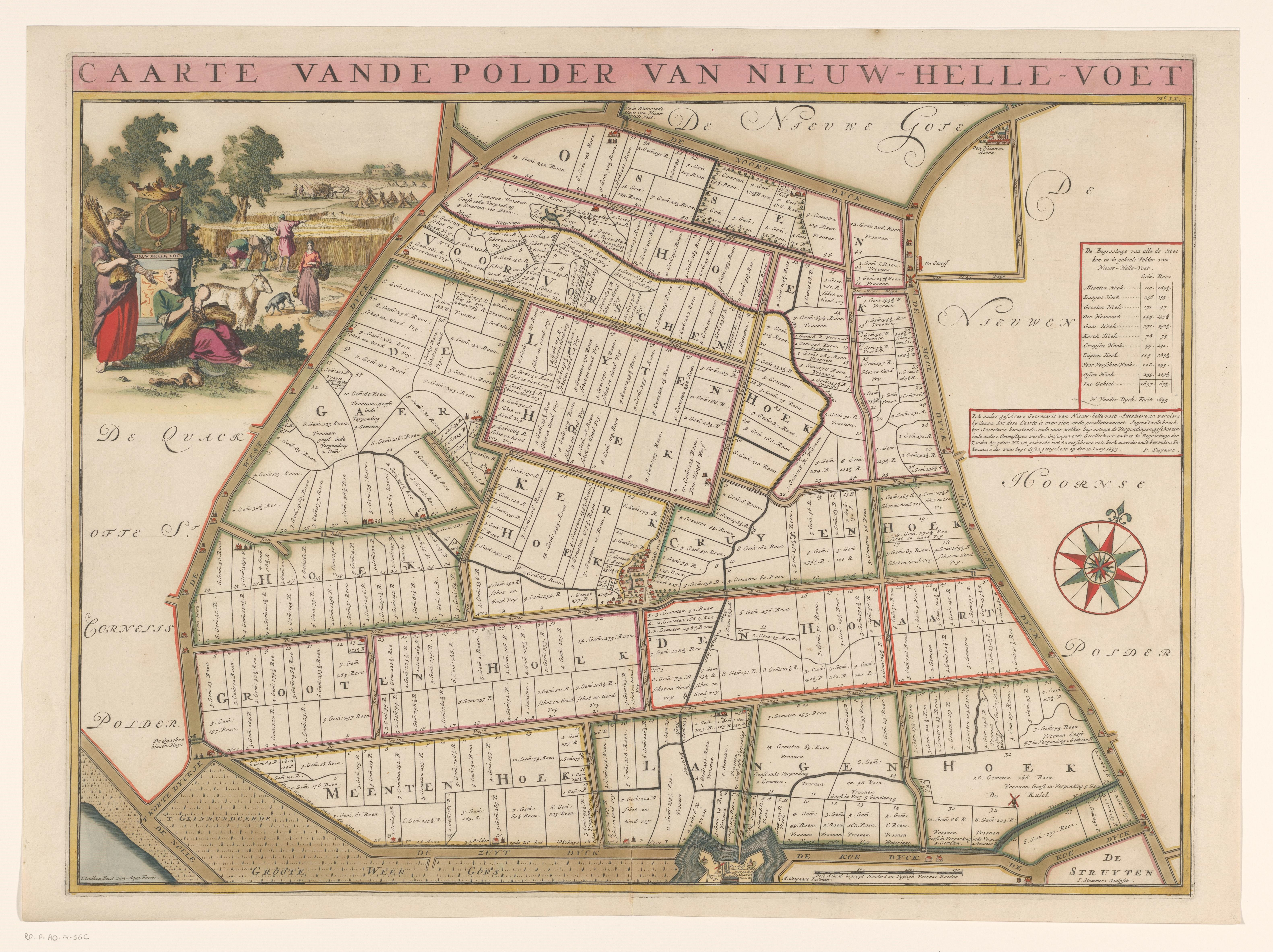
Kaart van de polder Nieuw-Hellevoet 1697

Nieuw-Helvoet is een dorp in de gemeente Voorne aan Zee, in de Nederlandse provincie Zuid-Holland. Op 1 januari 2023 telde het dorp 6.485 inwoners, op een oppervlakte van 2,02 km². Tot 1960 was Nieuw-Helvoet een zelfstandige gemeente. In 1855 werd de gemeente Oude en Nieuwe Struiten bij Nieuw-Helvoet gevoegd. Voor de postcodes valt Nieuw-Helvoet onder Hellevoetsluis. 
Op 1 januari 2023 zijn de gemeentes Hellevoetsluis, Westvoorne en Brielle gefuseerd tot de nieuwe gemeente Voorne aan Zee, waardoor Nieuw-Helvoet sindsdien onderdeel is van die gemeente.

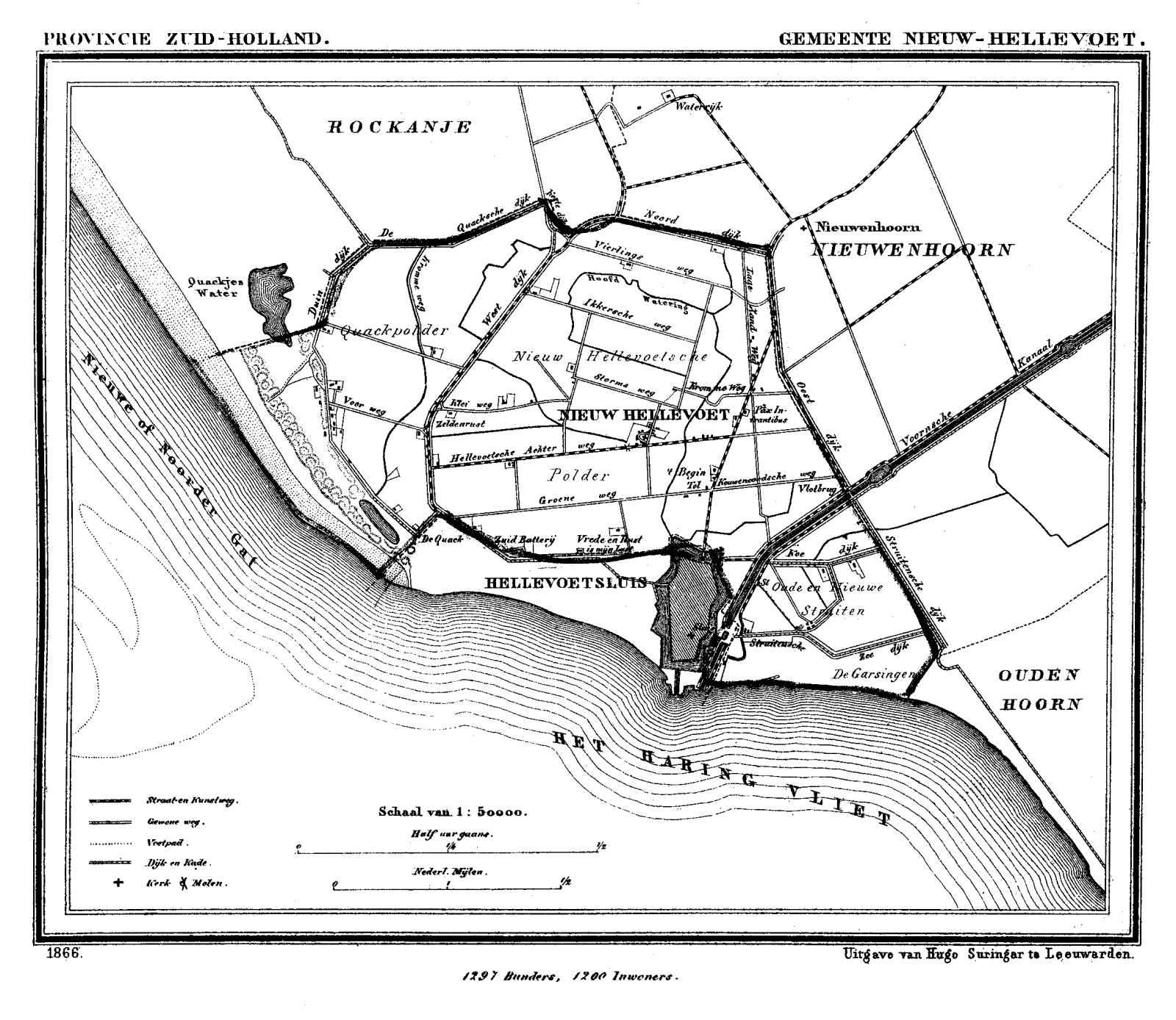
Dorp en gemeente Nieuw-Helvoet 1866, 1200 inwoners.
Gemeente Hellevoetsluis (2009), 40,000 inwoners.
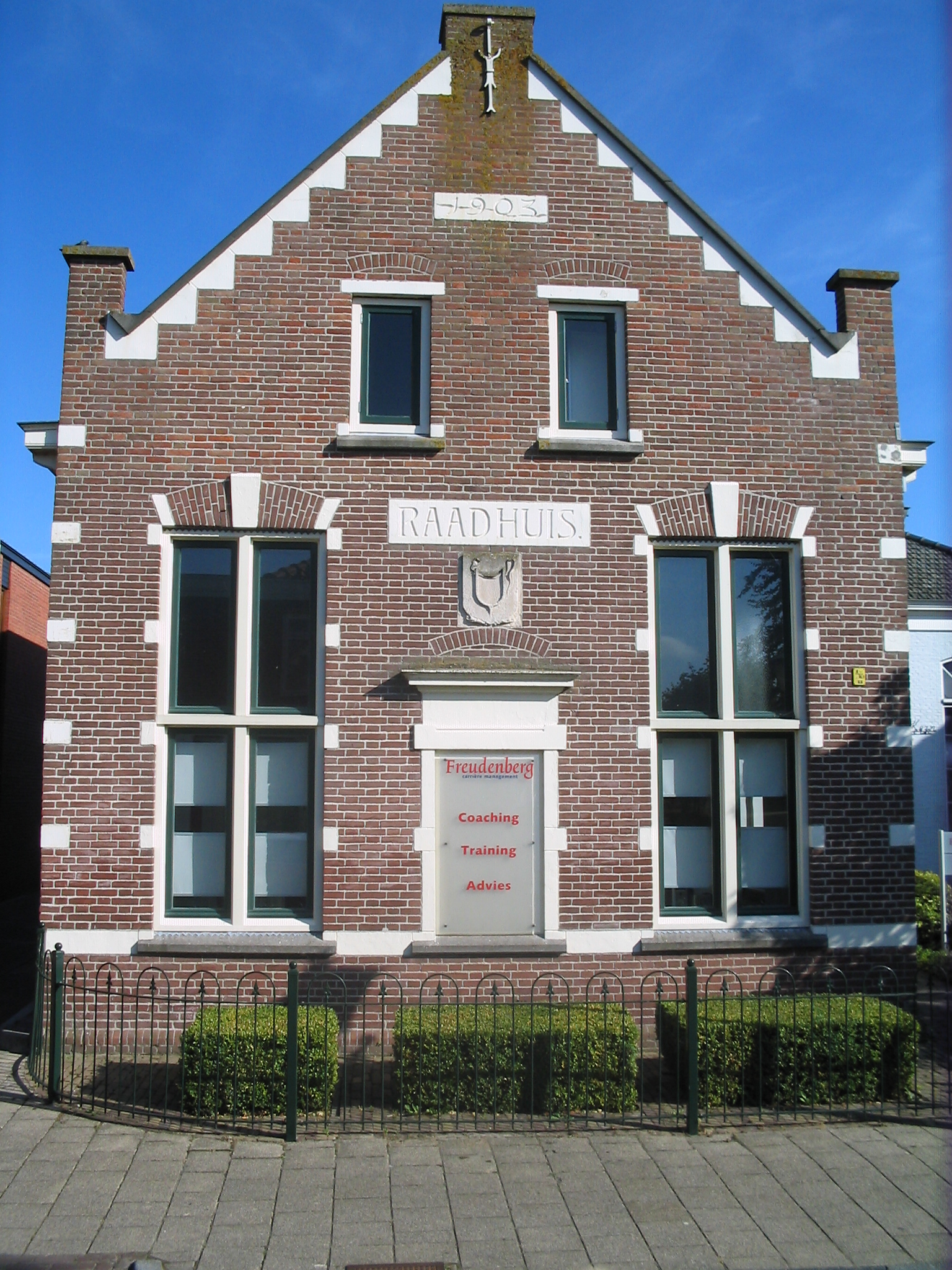
Raadhuis aan de Smitsweg, bouw afgerond in 1903.
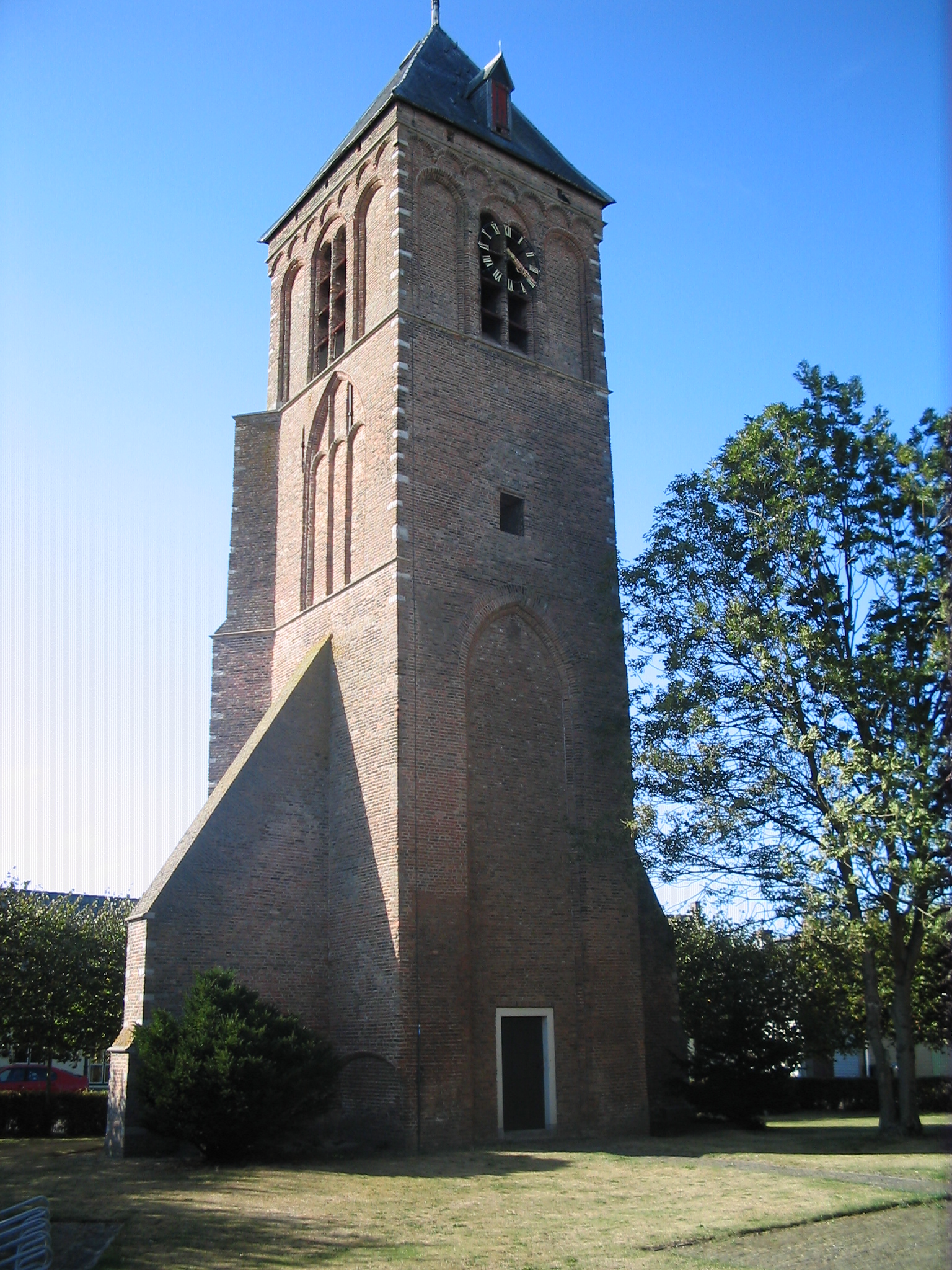
Klokkentoren bij de kerk van Nieuw-Helvoet.
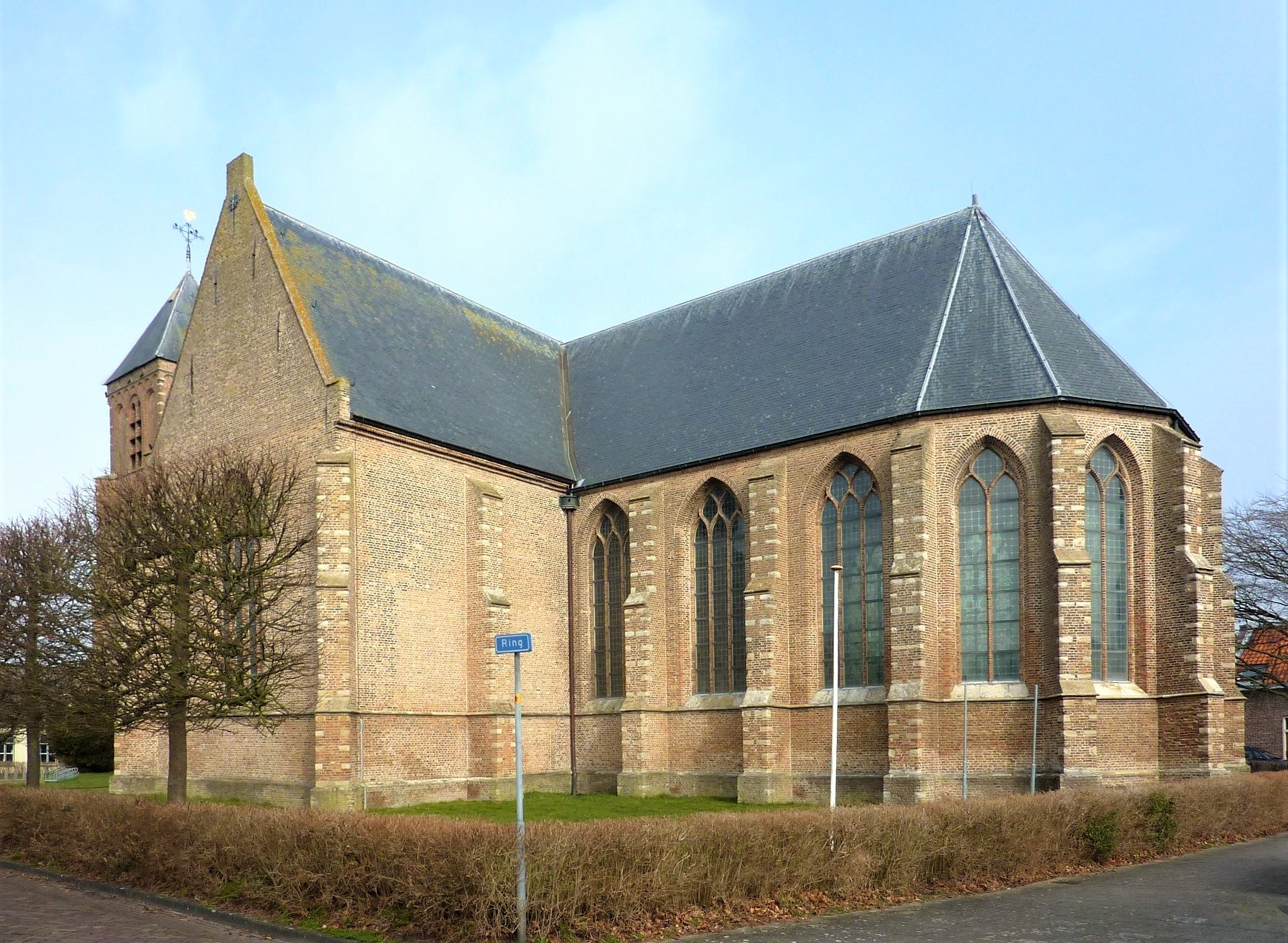
Kerk van Nieuw-Helvoet.
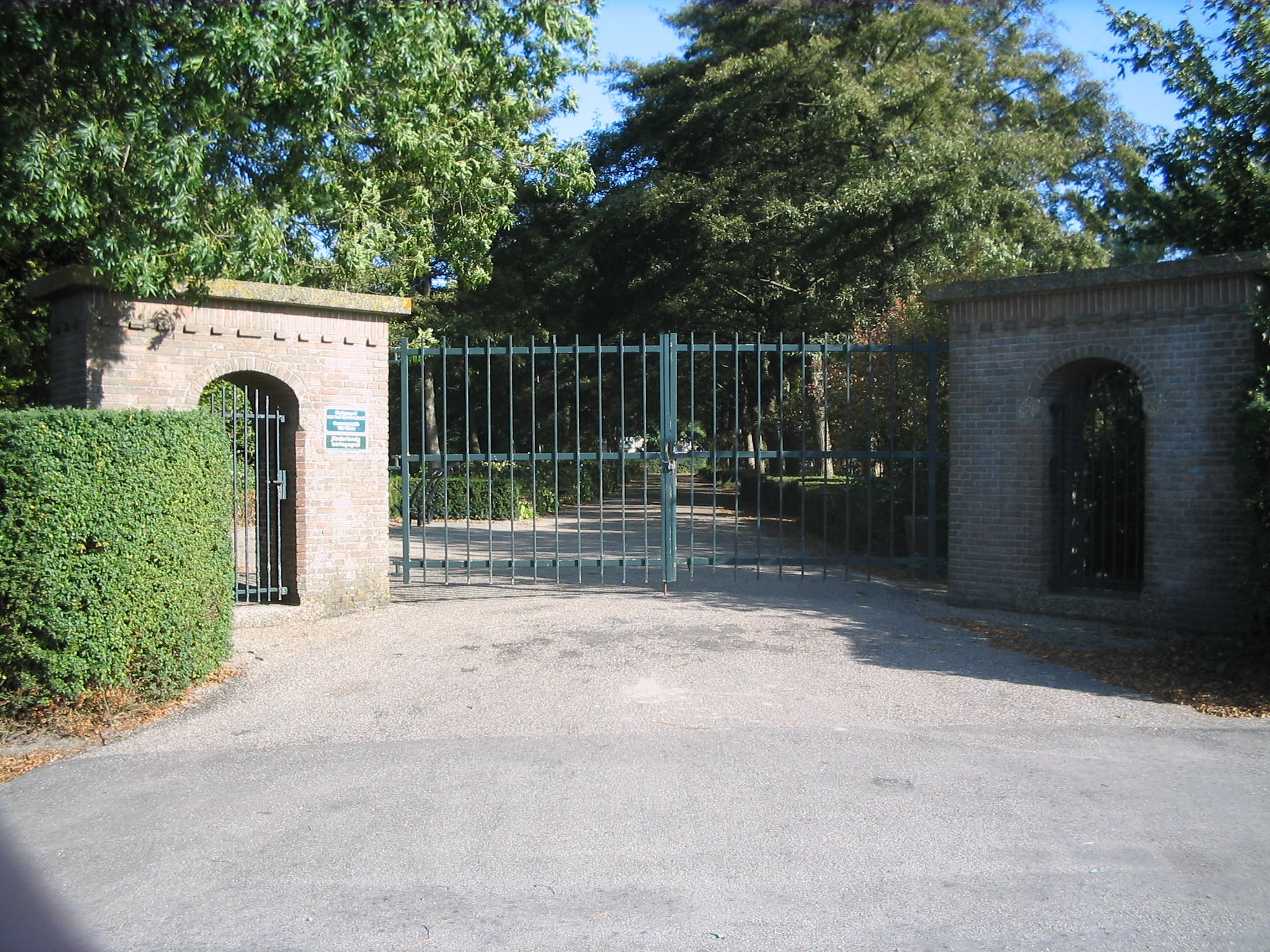
Nederlands oorlogsgraf van het gemenebest.
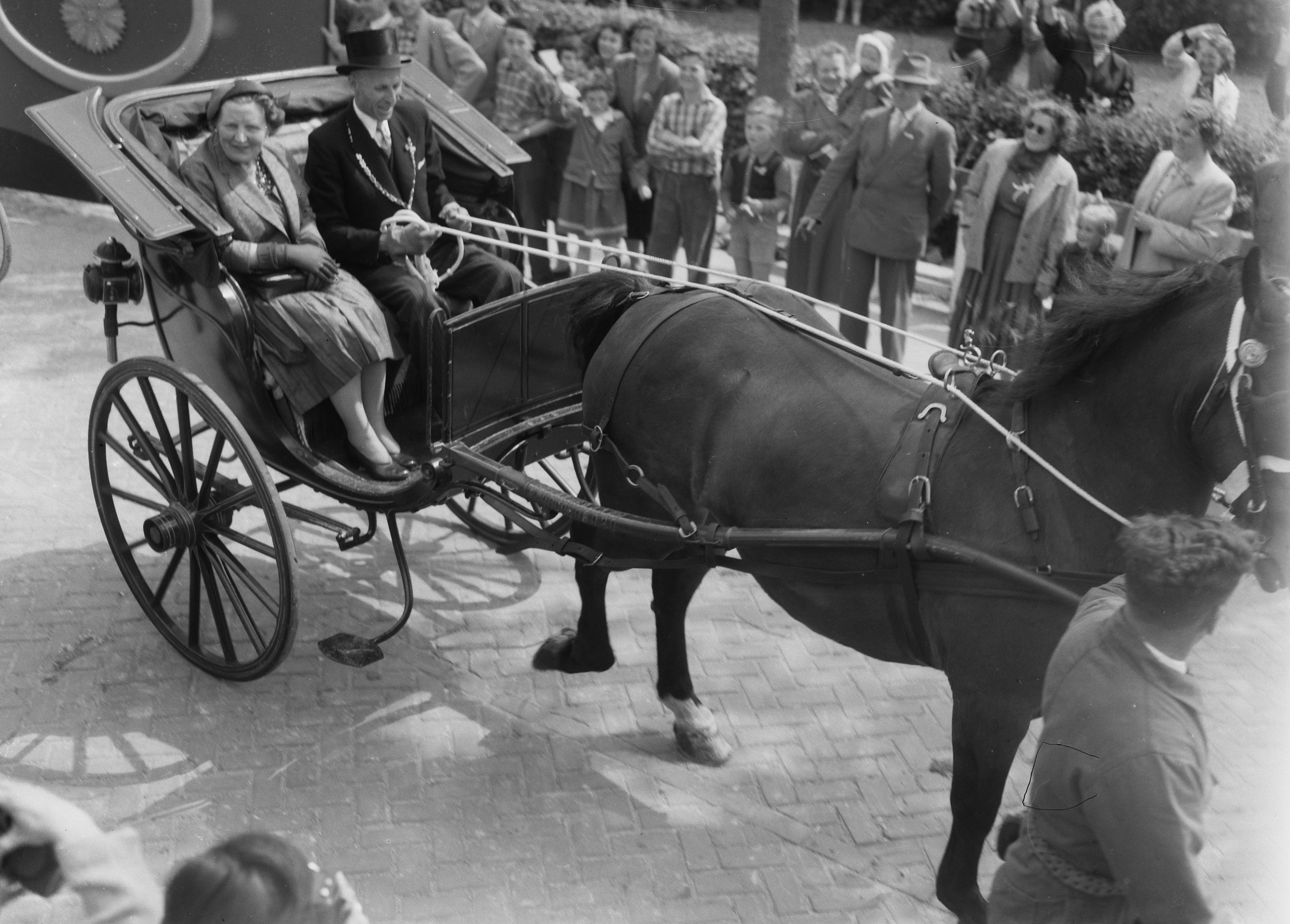
Locoburgemeester Leen Riedijk, van de gemeente Nieuw-Helvoet, rijdt met Koningin Juliana in een tilbury door het dorp. Via de Westdijk (buurtschap) naar het Quackjeswater waar de koningin een wandeling maakt. (14 mei 1957)
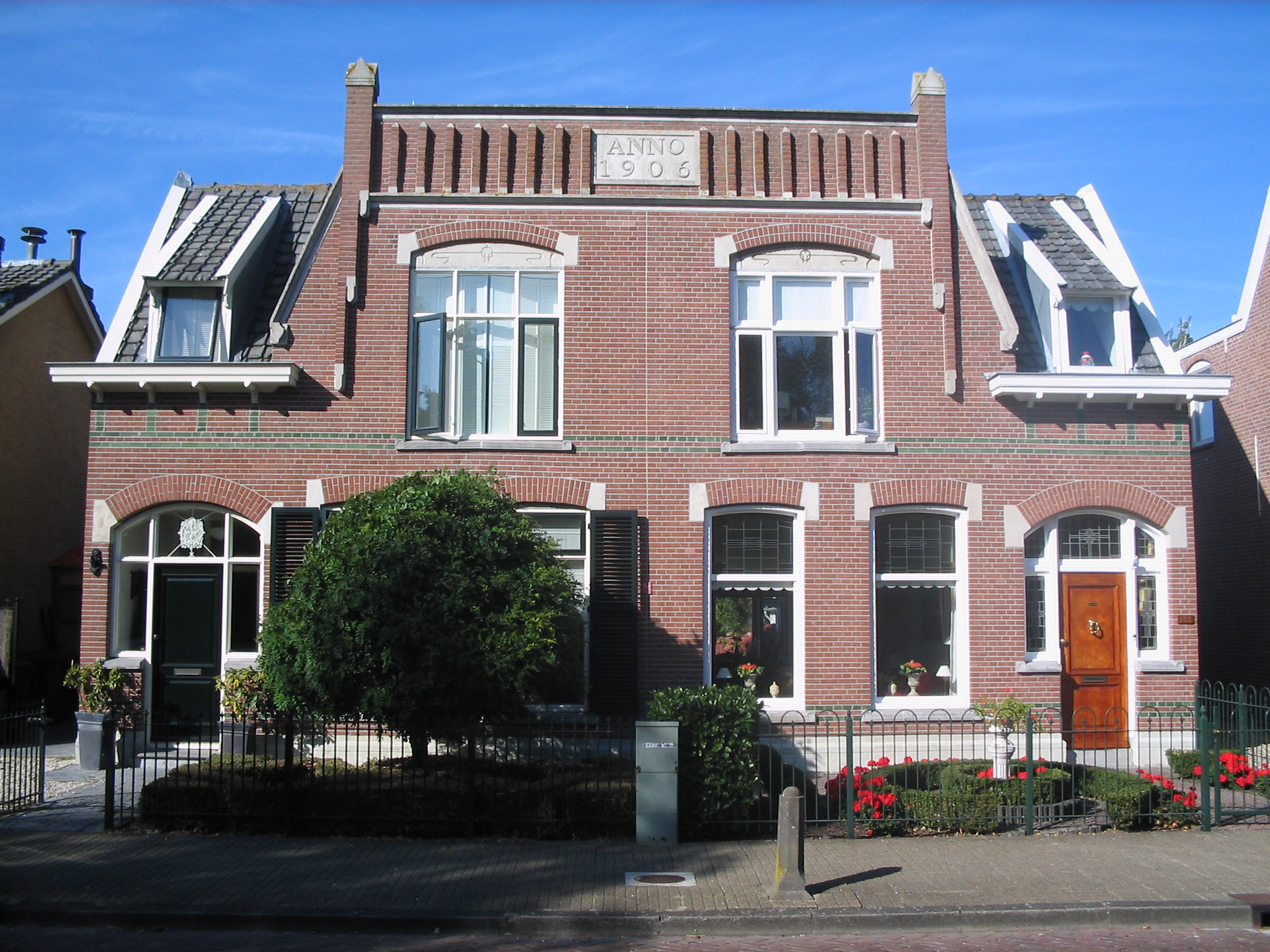
Moriaanseweg Oost
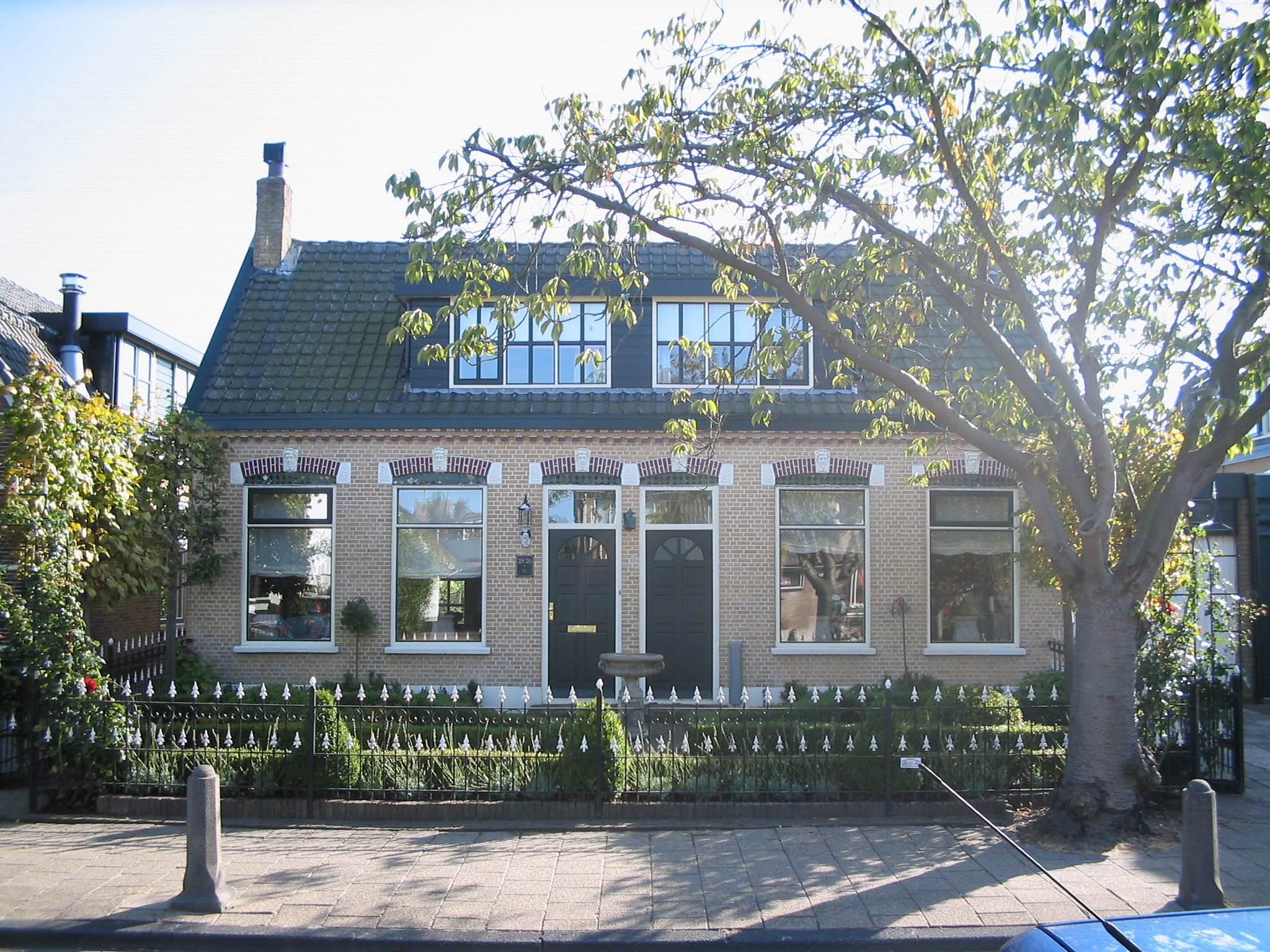
Moriaanseweg West